# Citronella suaveolens
Citronella suaveolens är en järneksväxtart som först beskrevs av Carl Ludwig von Blume, och fick sitt nu gällande namn av Howard. Citronella suaveolens ingår i släktet Citronella och familjen Cardiopteridaceae. Inga underarter finns listade i Catalogue of Life.